# Szmida Lajos
Szmida Lajos Károly István (Nyitra, 1853. szeptember 18. – Budapest, 1935. október 3.) magyar királyi számvizsgáló a budapesti magyar királyi pénzügyigazgatóságnál.

## Élete
Szmida Mátyás ügyvéd és mezőkeszi Palásthy Ludovika (Lujza) fia. Testvére Pál Károly (1855) volt.
Tanulmányait a nyitrai gimnáziumban és Pozsonyban befejezvén, a budapesti Ludovika Akadémián katonának nevelték; 1876. augusztus 18-án a tiszti vizsgát letette és az intézetet elhagyta és a honvédségből is kilépett. 1878. október 1-jén Kostyál Pál nyitrai alispán maga mellé vette gyakornoknak. 1880-ban árvaszéki helyettes aljegyző és fél év mulva megyei alszámvevő lett. 1883-ban lemondott állásáról és a honvédségnél keresett alkalmazást; a félévi próbaszolgálat alatt súlyos beteg lett és a katonai szolgálatra alkalmatlan volt. Ekkor Budapestre került és hírlapírással foglalkozott. 1885 novemberében Hertelendy József torontál vármegyei főispán magával vitte a Délvidékre és Temesvárt a begavölgyi vízszabályozó társulatnál alkalmazta mint számfejtőt; azon év november 26-án Temes vármegye megválasztotta számvevőnek. 1902-ben a Magyar Nemzeti Múzeumban részt vett a könyvtárnoki szaktanfolyamban. A vármegyei számvevőség államosíttatván, a budapestvidéki pénzügyigazgatóságnál számvizsgálóvá nevezték ki.

## Elismerései
- 1917 Ferenc József-rend lovagkeresztje[5]

## Művei
Cikkei: a Nyitramegyei Közlönyben (1882. Nyitravármegye székházának százéves története, 1884. Bajmócz várának ismertetése); írt még a Délmagyarországi Lapokba, a Délmagyarországi Közlönybe (1901. Freidorf Szabadfalva temesmegyei község magyar szabadságharczbeli emléke) és a Délmagyarországba
- Merengés a természet halálos ágyánál. Nyitra, 1877. (Különny. a Nyitrai Közlönyből).
- 1877 A zobori zárda romok. Nyitramegyei Közlöny
- 1883 Privigye mezőváros régi pecsétnyomói. Nyitramegyei Közlöny
- 1884 Nyitramegye székházának százéves története. Nyitramegyei Közlöny 1884/29 (július 2.)
- A segesvári csatamező, mint Petőfi Sándor sírja. Temesvár, 1885.
- Bél Mátyás polyhistor élete és munkái. Temesvár, 1885.
- Álomképek. (Tizennégy karczolat) Temesvár, 1898. (Ism. Délm. Közlöny 121. sz.).
- A Temesvár Erzsébetvárosi «Mária-szobor» története. Temesvár, 1899.
- Kegyelethangok az 1848-49. évi szabadságharcz emlékeiből. Temesvár, 1900.
- A Timáry-család 1848-1849-ben. Temesvár, 1900. (eredetileg a Történelmi és Régészeti Értesítő - A Délmagyarországi Történelmi és Régészeti Társulat Közlönye 16-ban jelent meg)
- Detta nagy község multja és jelene. Temesvár, 1901.
- Temesvármegyei Végvár (Rittberg) nagyközség multja és jelene. Temesvár, 1901. (Nikolényi Istvánnal).
- A Temesvár-gyárvárosi millenniumi r. kath. templom történetei. Temesvár, 1902.
- Temesvármegyei Károlyfalva nagyközség története. Temesvár, 1902. Rajzokkal (Németül: Uo. 1902.).
- Temesvármegyei Vojtek nagyközség története. Temesvár, 1902. Rajzokkal. (Németül: Uo. 1902.).
- A lukareczi bazalt és bánya ismertetése. Temesvár, 1902.
- Csernovics Péter temesi gróf, kir. biztos naplója 1848-ból. Temesvár, 1902.
- 1901 Csernovics Péter királyi biztosságának naplója. Történelmi és Régészeti Értesítő Temesvárott XVII